# 瓦利瓦納山脈
40°31′48″N 0°2′2″E / 40.53000°N 0.03389°E

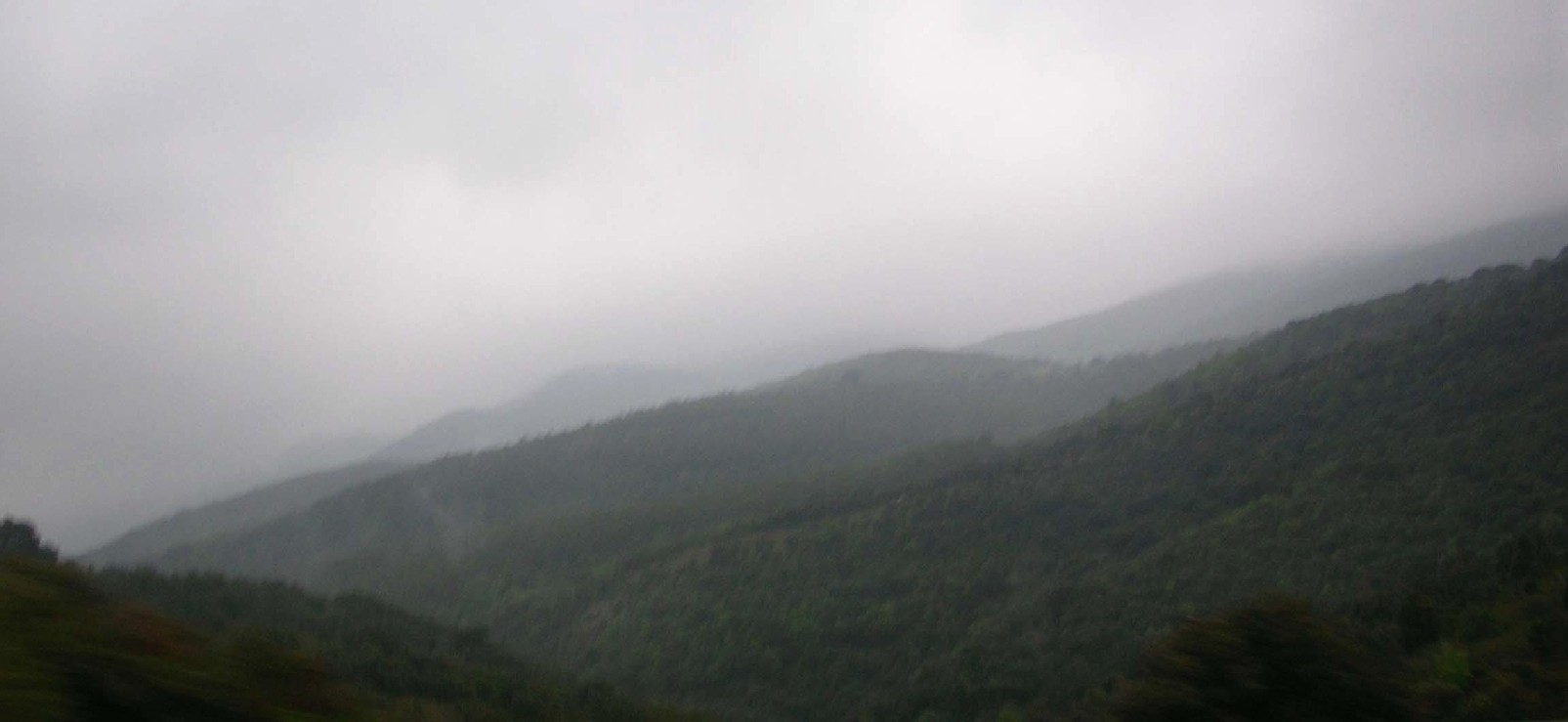

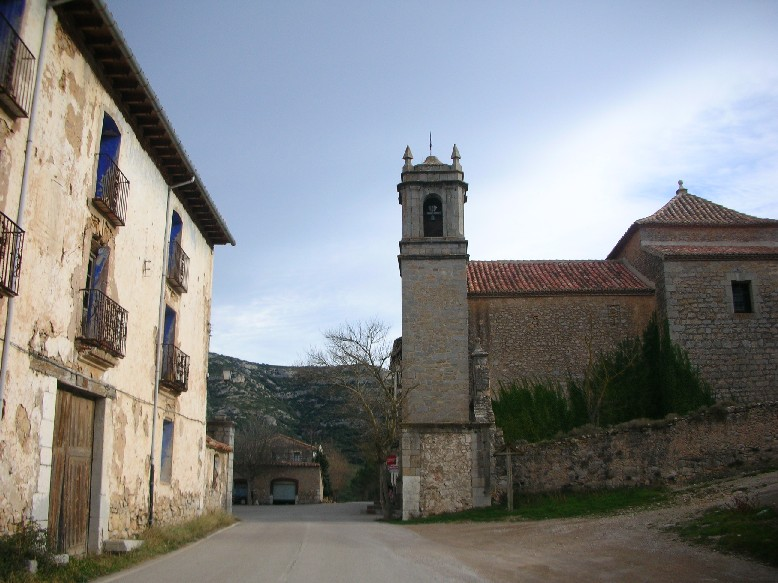

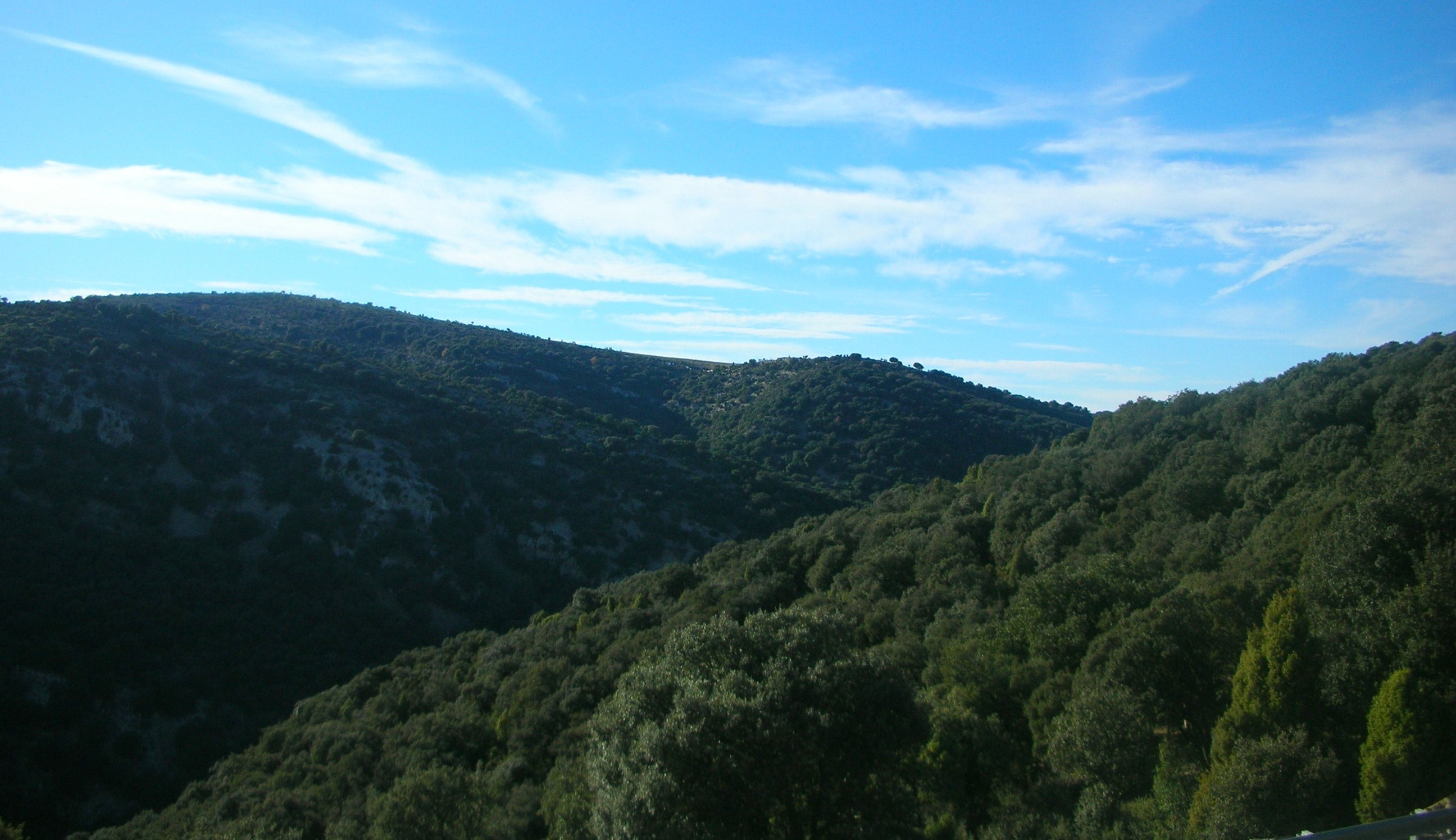

瓦利瓦納山脈（Serra de Vallivana），是西班牙的山脈，屬於伊比利亞山脈的一部分，長14公里、寬3公里，最高點海拔高度1,275米，該山脈通常在冬季時被冰雪覆蓋。